# Накадзима, Ясухару
Ясухару Накадзима (яп. 中島 康晴; род. 27 декабря 1984 в Этидзене, Япония) — японский профессиональный шоссейный велогонщик, выступающий за континентальную команду «Kinan Cycling Team».

## Достижения
2009
1-й Шоссейная гонка Кумамото
2010
3-й Белград — Баня-Лука I
2011
1-й Этап 2 Тур Хайнаня
1-й Этап 4 Тур Сингкарака
2012
1-й Этап 6 Тур Сингкарака
3-й Тур Окинавы
3-й Джелаях Малайзия
2013
1-й Этап 2 Критериум Сайтамы
3-й Тур Таиланда
2014
1-й  Тур Таиланда
1-й  Очковая классификация
Тур Восточной Явы
1-й  Очковая классификация
1-й Этап 1
2015
1-й  Тур Таиланда
2018
1-й  Шри-Ланка Ти-Кап
1-й Этап 1